# Endemol Shine Group
Endemol Shine Group è stata una società di produzione e distribuzione televisiva con sede in Olanda, responsabile di programmi come Big Brother, MasterChef e The Wall.
Costituita nel 2015 dalla fusione dello studio televisivo olandese Endemol e dello studio Shine Group con sede a Londra, tra le società del gruppo Endemol Shine figuravano Dragonfly, Kudos e Princess Productions. Comprendeva inoltre Shine TV, fondata nel 2001 da Elisabeth Murdoch, e Metronome Film & Television, un gruppo di produzione scandinavo. Endemol Shine International era il braccio di distribuzione internazionale del gruppo ed era responsabile della distribuzione dei vari formati del gruppo.
Il gruppo aveva anche proprie filiali locali Endemol Shine North America, Endemol Shine Australia, Endemol Shine India, Endemol Shine Germany, Endemol Shine France, Endemol Shine Iberia ed Endemol Shine Italy.

## Storia

### Fusione di Endemol e Shine Group
Nel maggio 2014, Apollo Global Management e 21st Century Fox hanno annunciato una joint venture per combinare Shine Group (di 21st Century Fox) ed Endemol e CORE Media Group (di Apollo Global Management). La fusione è stata completata il 17 dicembre 2014. Il 1º gennaio 2015 viene fondata la nuova società denominata "Endemol Shine Group" dove sia Apollo che la 21st Century Fox detengono rispettivamente il 50%.

### Endemol
Endemol viene fondata nel 1994 con la fusione di due società di produzione televisiva di proprietà rispettivamente di John de Mol e Joop van den Ende, il nome deriva da una combinazione dei loro cognomi.
Endemol è specializzata in format televisivi che possono essere adattati a diversi paesi in tutto il mondo, nonché a diverse piattaforme multimediali. Un notevole successo è stato il reality show Grande Fratello, trasmesso in oltre 40 paesi nel mondo. Altri esempi includono Affari tuoi (venduto in oltre 75 paesi), The Money Drop (venduto in oltre 50 paesi) e Wipeout (venduto in oltre 30 paesi). Negli ultimi anni la compagnia ha anche ampliato la propria produzione di drammi in lingua inglese con spettacoli come The Fall, Peaky Blinders, Ripper Street e Black Mirror nel Regno Unito e Hell on Wheels negli Stati Uniti. Nel novembre 2013 la società ha lanciato Endemol Beyond, una divisione internazionale specializzata in contenuti originali per piattaforme video digitali come YouTube.

### Shine Group
Shine Limited è stata fondata nel marzo 2001 da Elisabeth Murdoch, figlia del CEO di News Corporation Rupert Murdoch. La società era posseduta per l'80% da Elisabeth Murdoch, il 15% da Lord Alli e il 5% da BSkyB, che hanno firmato un accordo che garantiva l'acquisto di una quantità concordata di programmazione per due anni.
Nel 2006 Shine ha acquisito Kudos Film and Television, Princess Productions e Dragonfly Film and Television Productions per creare il gruppo Shine, sebbene operino ancora come quattro entità separate. Shine ha acquisito Reveille Productions nel 2008.
News Corporation (ora 21st Century Fox, acquisita da The Walt Disney Company) ha acquisito Shine Group nell'aprile 2011 per 415 milioni di dollari.

### Vendita a Banijay
Il 22 ottobre 2019, Banijay Group ha annunciato ufficialmente l'intenzione di acquisire Endemol Shine da Disney e Apollo per oltre 2,2 miliardi di $. La fusione è iniziata il 26 ottobre 2019 ma è rimasta in attesa dell'approvazione dell'Antitrust. Il 3 luglio 2020, con l'approvazione definitiva, l'operazione è stata completata definitivamente.

## Endemol Shine International
Endemol Shine International era la filiale commerciale e distributiva del gruppo. Gestiva la concessione di licenze e la distribuzione internazionale di formati televisivi da Endemol Shine a circa 150 paesi in tutto il mondo.